# منطقه انکاش
منطقه انکاش (به اسپانیایی: Ancash Region) یک سکونتگاه مسکونی در پرو است که در پرو واقع شده‌است.